# Bonan Dolok (Lintong Nihuta)
Bonan Dolok is een bestuurslaag in het regentschap Humbang Hasundutan van de provincie Noord-Sumatra, Indonesië. Bonan Dolok telt 570 inwoners (volkstelling 2010).